# لوك بروكس (لاعب دوري الرغبي)
لوك بروكس (بالإنجليزية: Luke Brooks)‏ هو لاعب دوري الرغبي أسترالي، ولد في 21 ديسمبر 1994 في سيدني في أستراليا.